# Терники (Калужская область)
Терники— деревня в Жуковском районе Калужской области России. Входит в состав сельского поселения «Деревня Истье».

## Топоним
Терник — заросли терновника, также оладьи из сырого картофеля.

## География
Деревня находится в северо-восточной части Калужской области, в зоне хвойно-широколиственных лесов, на реке Угодка. Рядом населённые пункты Грачёвка и Большое Леташово.

### Климат
Климат характеризуется как умеренно континентальный, с умеренно влажным летом и продолжительной зимой. Среднегодовая многолетняя температура воздуха составляет 4 °С. Средняя температура воздуха самого тёплого месяца (июля) — 17,8 °C (абсолютный максимум — 38 °C); самого холодного (января) — −9,9 °C (абсолютный минимум — −48 °C). Продолжительность периода отрицательных температур 149 дней. Среднегодовое количество атмосферных осадков составляет 749 мм, из которых 466 мм выпадает в тёплый период. Снежный покров держится в течение 136 дней.

## История
До 1776 года входила в Оболенский уезд. В 1782 году Терники — деревня Боровского уезда графини Екатерины Ивановны Шуваловой.
В 1859 году деревня «при колодце, по правую сторону Московско-Варшавского шоссе», относилась к 1-му стану Боровского уезда при 37 дворах, там проживало 245 человек.
К 1914 году Терники — деревня Спасопрогнанской волости Боровского уезда Калужской губернии. В 1913 году там проживало 339 человек, из которых 181 женщина и 158 мужчин.

## Население
| 2002 | 2010 |
| ---- | ---- |
| 0    | →0   |

## Инфраструктура
Личное подсобное хозяйство с зоной сельскохозяйственного использования, индивидуальная застройка усадебного типа.

## Транспорт
Просёлочные дороги.